# Convoi Take Ichi

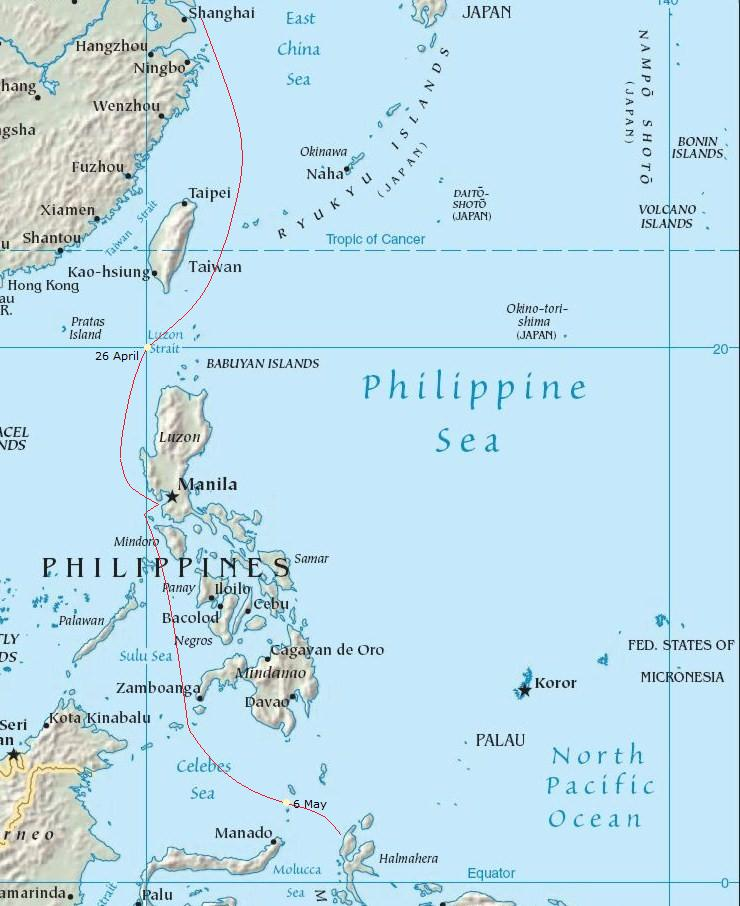
Trajet du convoi Take Ichi.

Le convoi Take Ichi (japonais : 竹, « Bambou n°1 ») était un convoi militaire japonais de la Seconde Guerre mondiale.
Il a quitté Shanghai le 17 avril 1944 en transportant deux divisions d'infanterie ayant pour charge de renforcer les positions défensives du Japon aux Philippines et en Nouvelle-Guinée. Des sous-marins de la marine américaine ont attaqué le convoi le 26 avril et le 6 mai, coulant quatre navires de transports et tuant plus de 4 000 soldats. Ces pertes forcèrent le convoi à être détourné sur Halmahera, où les soldats survivants et leurs équipements ont été déchargés.
Les importantes pertes du convoi eurent de grands résultats stratégiques. L'incapacité à transférer les deux divisions à leur destination sans perte contribuèrent à la décision du quartier-général impérial japonais de réduire le périmètre de défense du Japon de plus de 965 kilomètres. La puissance des divisions a également été émoussée par les pertes.